# Tell Them You Love Me
Tell Them You Love Me é um documentário do gênero true crime lançado em 2023 pela Sky e relançado pela Netflix em 2024. A obra detalha um caso policial contra Anna Stubblefield, professora da Universidade de Rutgers, condenada em 2015 por abusar sexualmente de Derrick Johnson, um homem negro com deficiência não-verbal.

## História
O documentário é descrito pela Netflix como escandaloso, pois explora "o relacionamento controverso entre uma professora e um homem não-verbal que leva a um julgamento sobre raça, deficiência e poder". Ingrid Ostby, escrevendo para a Tudum, afirmou que o filme conta a história de um "relacionamento entre uma professora branca casada e um homem negro com paralisia cerebral que gera controvérsia quando a mãe do homem alega que seu filho era incapaz de consentir - levando a um debate nacional sobre dinâmica de poder, deficiência e raça".

## Produção
Tell Them You Love Me foi gravado em Irvington e West Orange, Nova Jersey, e contou com direção de vídeo de Nick August-Perna.

## Recepção da crítica
A crítica do The Guardian destacou que o filme é uma "história perturbadora de abuso sexual de um homem negro não verbal por uma acadêmica branca - e o utiliza para expor os preconceitos da sociedade", e que o filme mostra que "a maneira como a comunicação facilitada (...) pode ser mal interpretada é tão impressionante quanto um estudo sobre privilégio branco e vitimização de mulheres brancas - em que boas intenções são consistentemente assumidas por Stubblefield". O artigo conclui: "Além do consentimento, da deficiência e da raça, há espaço para refletir sobre a natureza da linguagem, o complexo do 'salvador branco', o propósito da justiça e o que constitui o amor incondicional. Tell Them You Love Me pode ser um filme difícil de assistir, mas também é vital".
Já o Daily Beast defendeu que "embora [Stubblefield] pareça sincera, isso não é o mesmo que ser inocente; considerando tudo, ela parece ter se iludido e acreditado em uma ficção porque isso a fez se sentir bem por ter libertado Derrick de suas limitações". O artigo continua dizendo que, "Depois de dois anos atrás das grades, Anna ganhou um recurso devido ao fato de que o juiz do julgamento não havia permitido que ela mencionasse nada relacionado à comunicação facilitada. No entanto, como o especialista Howard Shane argumenta de forma persuasiva, esse tratamento continua sendo questionável na melhor das hipóteses e enganoso na pior... é um método no qual as projeções subconscientes do cuidador levam a interpretações errôneas e manipulações. Essa talvez seja a maneira mais agradável de dizer que Tell Them You Love Me faz pensar que a comunicação facilitada revela mais sobre o facilitador do que sobre o paciente".